# Kasprowy Stawek
Kasprowy Stawek je malé osamocené pleso v Dolině Kasprowe části Doliny Bystrej v Západních Tatrách v Polsku. Má rozlohu 0,0250 ha a je 18 m dlouhé a 13 m široké. Dosahuje maximální hloubky 1 m. Leží v nadmořské výšce 1290 m nedaleko zelené značky vedoucí na Myślenickie Turnie.

## Okolí
Nachází se v lese na vrcholu morénového valu, který je oddělený od svahů Myślenickie Turnie velkými a velmi hlubokými propadlinami.

## Vodní režim
Pleso má podzemní přítok i odtok. Při malém stavu vody vysychá. Náleží k povodí Dunajce.

## Přístup
Pleso se nachází ve vzdálenosti několika desítek metrů od zelené turistické značky z Kuźnice na Myślenickie Turnie.